# Rita Delia Esther Schiapelli
Rita Delia Esther Schiapelli (Moreno, Argentina, 20 de noviembre de 1906 - Ciudad Autónoma de Buenos Aires, Argentina, 23 de diciembre de 1976) fue una aracnóloga argentina.

## Biografía
Rita D. E. Schiapelli era hija de Antonio Schiapelli (italiano) y Pía Sánchez (argentina). Cursó sus estudios en el actual Instituto Superior del Profesorado “Joaquín V. González”, junto con Berta Sofía Gerschman de Pikelin. Ambas fueron alumnas de Irene Bernasconi, primera especialista en Echinodermata de Argentina que trabajaba en el Museo Argentino de Ciencias Naturales. En 1928 obtuvieron juntas el título de Profesoras de Enseñanza Secundaria en Ciencias Naturales y en 1929, comenzaron a trabajar de manera voluntaria en la Sección Entomología del Museo. Valiéndose de libros y de materiales de la colección del Museo de La Plata, clasificaron y catalogaron ejemplares de arañas que les había sido dado por el jefe de la sección. Estas arañas fueron los primeros ejemplares de la Colección Nacional de Aracnología del Museo Argentino de Ciencias Naturales. Estudiaron principalmente arañas del suborden Mygalomorphae, comúnmente conocidas como tarántulas. Juntas describieron nuevos géneros y especies de arañas de diversas familias. Además, dos géneros y doce especies de arañas recibieron su nombre en reconocimiento a su labor científica. En el ambiente académico eran conocidas como “las Lennon y McCartney de la aracnología rioplatense”.
En la década de 1930, las dos aracnólogas entablaron un intercambio de cartas y documentos con el aracnólogo brasilero Cândido Firmino de Mello-Leitão. En 1937, las dos viajaron a Río de Janeiro, Brasil, gracias a una invitación de Mello-Leitão, para perfeccionarse tanto en la clasificación de los arácnidos. En 1937, Schiapelli fue nombrada Encargada de la Colección de Aracnología del Museo con un cargo rentado. Dado que las dos seguían trabajando voluntarias hasta ese momento, acordaron compartir la responsabilidad y el salario, con una asistencia alternada a las funciones. En el 10 de enero de 1952 se creó la Sección Aracnología del Museo Argentino de Ciencias Naturales y Rita Schiapelli fue designada Jefa de la sección.
En 1962, Gerschman de Pikelin y Schiapelli ingresaron a la Carrera de Investigador Científico del CONICET como Investigadoras.

## Homenajes
La araña de la familia Filistatidae Pikelinia schiapelliae fue nombrada en su honor.

## Publicaciones
Publicó 53 artículos sobre arácnidos de Argentina.
- Schiapelli, R.D. & Gerschman de Pikelin, B.S. 1942. Arañas argentinas (parte I). Anales del Museo Argentino de Ciencias Naturales "Bernardino Rivadavia" 40: 317-332.

- Schiapelli, R.D. & Gerschman de Pikelin, B.S. 1945. Parte descriptiva. In: Vellard, J., R.D. Schiapelli & B.S. Gerschman (eds.) Arañas sudamericanas colleccionadas por el Doctor J. Vellard. I. Theraphosidae nuevas o poco conocidas. Acta Zoologica Lilloana 3: 165-213.

- Schiapelli, R.D. & Gerschman de Pikelin, B.S. 1961. Las especies del género Grammostola Simon 1892, en la República Argentina (Araneae, Theraphosidae). Actas y Trabajos del Congreso Sudamericano de Zoologia, La Plata I (La Plata, 1959) 3: 199-208.